# Río Salobre
El río Salobre, o de Salobre, es un río del sur de la península ibérica perteneciente a la cuenca hidrográfica del Guadalquivir que discurre por el este de la provincia de Albacete (España).

## Curso
El río de Salobre nace en el puerto de las Crucetas, denominándose en su tramo alto río de las Crucetas. En su cuenca se encuentra el embalse de Zapateros, de reciente construcción. En su curso atraviesa la localidad de Salobre y la reserva natural del Estrecho del Hocino. Desemboca en el río Guadalmena, afluente del río Guadalimar y este as us vez del Guadalquivir. 
Sus principales afluentes son el río de Angorrilla y el río del Ojuelo.

## Flora y fauna
La vegetación de ribera del Salobre se caracteriza por la presencia de choperas y arbustos espinosos que hacen inaccesibles algunas zonas. Por la singularidad de algunos de sus tramos y por constituir una buena representación de los ríos mineralizados de baja montaña mediterránea, se declaró la Reserva Natural Fluvial Cabecera de los ríos Salobre y Arjonilla, que está integrada por los cauces del río de las Crucetas, el propio río Salobre y sus afluentes el río del Ojuelo y  el río Arjonilla (o Angorrilla).